# David Lindley
David Perry Lindley (21. března 1944 San Marino, Kalifornie, USA – 3. března 2023) byl americký hudebník a multiinstrumentalista, známý pro svou práci s Jacksonem Brownem, Warrenem Zevonem a dalšími rockovými hudebníky. Pracoval značně i v jiných žánrech, hrál s umělci jako Curtis Mayfield nebo Dolly Parton. Časopis Acoustic Guitar ho neuvedl jako multiinstrumentalistu, ale jako „maxi-instrumentalistu“, protože hrál na hodně velké množství hudebních nástrojů, mezi které patřila kytara, kontrabas, basová kytara, banjo, úd, mandolína, steel kytara, buzuki, saz, citera a další.
Lindley byl členem skupiny Kaleidoscope, později ve své vlastní kapele El Rayo-X (která měla velmi pozitivní ohlas). Také spolupracoval s umělci jako Jackson Browne, Warren Zevon, Linda Ronstadt, Curtis Mayfield, James Taylor, David Crosby, Graham Nash, Terry Reid, Dolly Parton, Bob Dylan a Rod Stewart.

## Diskografie

### Sólová (výběr)
- 1967: Side Trips (Epic Records – s Kaleidoscope)
- 1967: A Beacon from Mars (Epic Records – s Kaleidoscope)
- 1969: Incredible Kaleidoscope (Epic Records)
- 1970: Bernice (Epic Records – s Kaleidoscope)
- 1981: El Rayo-X (Asylum)
- 1982: Win This Record! (Asylum)
- 1983: El Rayo Live
- 1985: Mr. Dave
- 1988: Very Greasy (Elektra) #174 US
- 1991: OST The Indian Runner s Jack Nitzsche
- 1991: A World Out of Time (Shanachie) s Henry Kaiser na Madagaskaru
- 1994: The Sweet Sunny North (Shanachie Records) s Henry Kaiser v Norsku
- 1994: Wheels of the Sun Kazu Matsui (Hermans records) s Hani Naser
- 1994: Official Bootleg #1: Live In Tokyo Playing Real Good s Hani Naser
- 1995: Cooder-Lindley Family Live at the Vienna Opera House s Ry Cooder
- 1995: Song of Sacajawea (Rabbit Ears)
- 1995: Official Bootleg #2: Live All Over the Place Playing Even Better s Hani Naser
- 2000: Twango Bango Deluxe (s Wally Ingram)
- 2001: Twango Bango II (s Wally Ingram)
- 2003: Twango Bango III (s Wally Ingram)
- 2004: Live in Europe (s Wally Ingram)
- 2008: David Lindley-Big Twang